# Sphinx seydeli
Sphinx seydeli är en fjärilsart som beskrevs av Debauche 1934. Sphinx seydeli ingår i släktet Sphinx och familjen svärmare. Inga underarter finns listade i Catalogue of Life.